# Naisten SM-sarja 1985/86
Die Saison 1985/86 war die vierte Austragung der höchsten finnischen Fraueneishockeyliga, der Naisten SM-sarja. Die Ligadurchführung erfolgte durch den finnischen Eishockeybund Suomen Jääkiekkoliitto. Den Meistertitel gewann zum zweiten Mal die Frauenmannschaft von Ilves Tampere.

## Modus
Die acht Mannschaften spielten eine Einfachrunde mit Hin- und Rückspiel. Für einen Sieg gab es zwei Punkte, für ein Unentschieden einen.

## Tabelle
| Platz | Name                 | Spiele | S  | U | N  | Tore  | Punkte |
| ----- | -------------------- | ------ | -- | - | -- | ----- | ------ |
| 1.    | Ilves Tampere        | 14     | 14 | 0 | 0  | 93:14 | 28     |
| 2.    | HJK Helsinki         | 14     | 9  | 3 | 2  | 50:21 | 21     |
| 3.    | Sport Vaasa          | 14     | 9  | 1 | 4  | 65:55 | 19     |
| 4.    | EVU Vantaa           | 14     | 6  | 3 | 5  | 39:24 | 15     |
| 5.    | HIFK Helsinki        | 14     | 3  | 4 | 7  | 36:40 | 10     |
| 6.    | SaiPa Lappeenranta   | 14     | 2  | 3 | 9  | 17:47 | 7      |
| 7.    | Ässät Pori           | 14     | 3  | 0 | 11 | 28:69 | 6      |
| 8.    | Ilves-Kiekko Tampere | 14     | 2  | 2 | 10 | 28:99 | 6      |

## Play-outs
- Ässät Pori - Ilves-Kiekko Tampere 8:3

Aufgrund der finanziellen Probleme von HJK Helsinki und dem damit verbundenen freiwilligen Rückzug vom Spielbetrieb verblieb Ilves-Kiekko in der SM-sarja.

## Beste Scorer
Quelle: whockey.com; Abkürzungen: Sp = Spiele, T = Tore, V = Assists, Pkt = Punkte, SM = Strafminuten; Fett: Bestwert
| Spieler            | Mannschaft   | Sp | T  | V  | Pkt | SM |
| ------------------ | ------------ | -- | -- | -- | --- | -- |
| Sari Krooks        | Sport        | 14 | 46 | 7  | 53  | 21 |
| Anne Haanpää       | Ilves        | 12 | 19 | 6  | 25  | 4  |
| Päivi Virta        | Ilves        | 14 | 10 | 14 | 24  | 22 |
| Eija Sorvari       | Sport        | 14 | 9  | 14 | 23  | 16 |
| Marianne Ihalainen | Ilves        | 14 | 13 | 9  | 22  | 6  |
| Jaana Rautavuoma   | Ilves        | 13 | 14 | 4  | 18  | 14 |
| Liisa Karikoski    | EVU          | 14 | 12 | 4  | 16  | 18 |
| Tarja Kujanpää     | HJK          | 13 | 10 | 6  | 16  | 8  |
| Tiia Reima         | Ilves-Kiekko | 14 | 11 | 4  | 15  | 4  |
| Nina Saarinen      | Ilves-Kiekko | 13 | 6  | 7  | 13  | 16 |

## Kader des Finnischen Meisters
| Finnischer Meister Ilves Tampere | Tor: Kati Ahonen Feld: Anne Haanpää, Päivi Virta, Marianne Ihalainen, Jaana Rautavuoma, Anne Nurmi, Sari Keisa, Liisa Mäenpää, Minna Nisula, Jaana Peltonen, Leena Pajunen, Minna Katajisto, Leena Majaranta, Satu Huotari, Maarit Virtanen |